# Coll
Coll (150 indbyggere) er en skotsk ø og en del af de Indre Hebrider, den østlige del af øgruppen Hebriderne.
Coll er 20 km lang og 5 km bred og ligger nordvest for øen Mull og lidt nord for naboøen Tiree. Coll er lavtliggende med et landskab præget af sandstrande, klitter, ferskvandssøer og klipper. Coll har en landsby, Arinagour, beliggende knap 2 km nord for færgeterminalen, hvor der er færgeforbindelse til Oban på det skotske fastland. Arinagour er en typisk fiskerlandsby, grundlagt for 150 år siden med idylliske, hvide, gamle huse.

## Turisme
Fra bakken Ben Hogh (344 fod) er der god udsigt til naboøerne. På den sydlige del af øen ligger borgen Breachacha fra det 15. århundrede, restaureret i 1965. Vest for Totronald er der fundet to sten med den galliske tekst, "Na Sgeulachan" oversat til engelsk "teller of tales". Stenene er måske brugt til astronomiske formål i forbindelse med et tempel.